# Yolanda Casaus
María Yolanda Casaus Rodríguez (Andorra, Teruel, 3 de julio de 1974). Ha sido concejala-portavoz del PSOE en el Ayuntamiento de Andorra (Teruel) y diputada de la VIII, IX y X legislatura en Cortes Generales.
Es maestra de educación infantil en el colegio público Juan Ramón Alegre de Andorra (Teruel), donde es tutora de tres años. 
Afiliada al PSOE desde 1998 Fue previamente Secretaria General de Juventudes Socialistas de Andorra, siendo miembro de la comisión ejecutiva provincial del partido en Teruel por Juventudes. Fue también miembro del Comité Regional de Aragón por Juventudes. Ha ocupado otros cargos en asociaciones progresistas como como dirigente del movimiento laico y progresista de Aragón y responsable comarcal de FETE-UGT en el Bajo Aragón.

## Elecciones disputadas
| Convocatoria                   | Circunscripción | Candidatura | Puesto | Resultado |
| ------------------------------ | --------------- | ----------- | ------ | --------- |
| Elecciones generales de 2004   | Teruel          | PSOE        | 2      | Electa    |
| Elecciones generales de 2008   | Teruel          | PSOE        | 2      | Electa    |
| Elecciones municipales de 2011 | Andorra         | PSOE        | 1      | Electa    |
| Elecciones generales de 2011   | Teruel          | PSOE        | 2      | No electa |

## Actividad Profesional
- Secretaria Primera de la Comisión de Educación y Ciencia
- Adscrita de la Comisión de Trabajo y Asuntos Sociales
- Adscrita de la Comisión de Industria, Turismo y Comercio
- Vocal de la Comisión de Medio Ambiente
- Vocal de la Comisión Mixta de los Derechos de la Mujer y de Igualdad Oportunidades